# Cyrano Agency
Cyrano Agency (시라노; 연애조작단, Yeonaejojakdo), es una comedia romántica de Corea del Sur, protagonizada por Uhm Tae Woong, , Park Shin Hye, Choi Daniel, Park Chul-min y Lee Min Jung. Como el título lo indica, es una versión moderna de la obra "Cyrano de Bergerac" (1897) del autor Edmond Rostand, y la trama se centra en una agencia de citas que ayuda a sus clientes a ganar los corazones de las personas que desean.  Dirigida por Kim Hyeon Seok y distribuida por Lotte Entertainment, la película fue estrenada el 16 de septiembre de 2010 y duró 117 minutos.

## Argumento
Cyrano Dating Agency nos cuenta la historia de la agencia Cyrano, especializada en organizar citas y unir parejas, Byung Hun dirige un equipo de actores especializados en conseguir que una persona se enamore de sus clientes. Su próximo trabajo será el de transformar a un tímido ejecutivo de finanzas para que una joven se enamore de él. El problema es que esta era la antigua novia de Byung Hun.

## Reparto
- Uhm Tae Woong es Byung Hoon.
- Lee Min Jung es Hee Joong.
- Choi Daniel es Sang Yong.
- Park Chul-min es Chul Bin.
- Park Shin Hye es Min Young.
- Jun Ah Min es Jae Pil.
- Song Sae Baek es Hyun Gon.
- Kim Ji-young es Yu Mi.
- Kwon Hae-hyo es el presidente Kwon.[1]